# Анголски рат за независност
Анголски рат за независност је био оружани сукоб домородачког становништва против португалске колонијалне власти у Анголи, а трајао је од 1961. до 1974. године. У рату против португалског режима борила су се три ослободилачка покрета - Народни покрет за ослобођење Анголе, Национални ослободилачки фронт Анголе и Национална унија за потпуну независност Анголе. Рат је завршио априла 1974. након војног удара лево оријентисаних официра у Лисабону, којим је срушена Кајетанова диктатура.

## Историјат
Током 1950-их, колонијалне силе започеле су припреме за давање независности својим колонијама у Африци. Међутим, конзервативна диктатура Антонија Салазара све је више ограничавала било какав облик суверенитета сопственим афричким колонијама (Ангола, Мозамбик, Гвинеја Бисао, Сао Томе и Принсипе и Зеленортска Острва). То је довело до оснивања првих антиколонијалних организацијама средином 1950-их, попут Народног покрета за олсобођење Анголе (МПЛА) 1956. године.
Увод у рат били су протести анголских радника на плантажама памука 3. јануара 1961, који су од своје фирме „Котонанг“ захтевали веће плаће и боље услове рада. Радници су у знак протеста спалили своје личне карте и напали португалске трговце. Португалска војска је на ову побуну одговорила 4. јануара бомбардовањем села у околици плантажа напалмом. У нападу је погинуло између 400 и 7.000 домородаца. Ови догађаји остали су упамћени као побуна Баша де Касанже и потрајали су наредна два месеца. Истог су дана борци МПЛА напали полицијску станицу у Луанди, а месец дана касније је око 4.000 герилаца ФНЛА, Холдена Роберта, провалило из Заира и освојило широке пределе централне Анголе.
У првој години рата, припадници португалске војске побили су између 20.000 и 30.000 анголских цивила домородаца, док је њих око 500.000 избегло у суседни Заир. Како се ситуација надаље заоштравала, Савет безбедности Организације уједињених нација усвојио је резолуцију 163, затраживши од Португалије да се уздржи од репресивних мера и осветничких напада усмерених против народа Анголе.
Хоилден Роберто је у међувремену организовао анголску владу у избеглиштву у Заиру, а МПЛА је 1962. одржала конгрес у Леполодвилу, на којем је смењен неодлучни вођа Вириато да Круз, а заменио га је Агостино Нето. МПЛА је на конгресу усвојила програм чији је коначни циљ потпуно ослобођење Анголе од колонијалне власти. Члан Робертове владе у егзилу, Жонас Савимби, напустио је ФНЛА 1964. и основао нови ослободилачки покрет, Национална унија за потпуну независност Анголе (УНИТА). МПЛА је ускоро почела да добива помоћ од Кубе, Совјетског Савеза и Источне Немачке. Борци УНИТА-е извршили су први напад 25. децембра 1966. године. Центар дејствовања УНИТА-е био је у југоисточним провинцијама Анголе.
Пд почетка 1970-их, нападачки одреди МПЛА-е били су груписани до 100-150 бораца сваки. Од тада су португалској војсци помагале и оружане снаге Јужноафричке Републике у борби против герилских одреда. Танзанијски председник Џулијус Њерере је 1973. успео да увери Кинезе да престану с финансирањем МПЛА и да уместо њих пружају помоћ ФНЛА.
Рат у Анголи трајао је све до средине 1974. године, односно до 25. априла 1974, када је група лево оријентисаних официра у португалском главном граду Лисабону срушила десничарску диктатуру Марсела Кајетана, догађај који је остао упамћен као каранфилска револуција. Нова демократска влада постепено је повукла војне снаге из колонија и започела преговоре за стицање независности колонија, па тако и Анголе. Роберто, Нето и Савимби, већ у заоштреним односима у борби за власт над новом Анголом, одлучили су да у преговорима наступе заједно. Независност Анголе је постигнута 15. јануара 1975. године, а 11. новембра основана прелазна влада. Само један дан пре проглашења независности, 10. новембра, антимарксистичке снаге од 1.500 бораца ФНЛА, 100 португалских војника и два батаљона заирске војске, потпомогнуте јужноафричком авијацијом, сакупиле су се 30 км од Луанде и кренуле на главни град с циљем да сруше нову владу. Међутим пресрело их је 800 кубанских војника и бораца МПЛА. Они су тешком артиљеријом уништили већину ФНЛА-иних оклопних кола (битка код Кифангондоа). Нападачке снаге су се убрзуо повукле, а ФНЛА се више није опоравила од нанесене штете. Међутим, идеолошка разлика између три вође ослободилачких покрета отворила је простор за грађански рат у Анголи.

## Спољни утицаји

### САД
Влада САД је била забринута стањем у Анголи првенствно због чињенице да би после рата у Луанди могла бити формирана марксистичка власт. Због тога су од почетка рата финансирали борце ФНЛА. Међутим, неки од бораца ФНЛА нису били задовољни америчком помоћу, па је Жонас Савимби након отцепљења од ФНЛА и формирања УНИТА-е, потражио помоћ од Кинеза.
Влада САД је такође допустила 1965. приватној авионској фирми из Аризоне да прода седам бомбардера Даглас Б-26 португалској влади у борби против герилаца. Авиони тада нису стигли до Португалије, јер је њихов достављач био ухапшен ниског лета изнад Беле куће у Вашингтону. Авиони су достављени Португалији неколико година после.

### ЈАР и Родезија
У рат у Анголи су се умешале и владе Јужноафричке Републике и Родезије, а у обема је у то време на власти била белачка мањина, која је над домородачким становништвом спороводила расистичку политику (нпр. апартхејд). Ови режими су првенствено били забринути за свој опстанак ако Португалци буду били поражени. Владе ЈАР-а и Родезије опскрбљивале су португалску војску хеликоптерима, али ои одређеним бројем сопствених пилота који су управљали тим летелицама.

### Совјетски Савез
Совјетски Савез се умешао у рат крајем 1960-их, сврставши се на страну марксистичког МПЛА. За разлику од осталих покрета са њиховим финансијерима, МПЛА је развила веома интензивне односе с Москвом и ускоро почела да прима значајне количине оружја преко Замбије и Танзаније.
МПЛА је, у замену за пошиљке оружја, 1969. пристала да након доласка на власт уступи Совјетима право на оснивање војних база на подручју Анголе. МПЛА се до почетка 1970-их развила у најјачи антиколонијални покрет у Анголи и најјачу политичку партију.